# Francolí
De Francolí is een rivier die stroomt door Catalonië. De rivier ontspringt in het Pradesgebergte en mondt uit in de Middellandse Zee. Het is de belangrijkste rivier in de provincie Tarragona. De oude Romeinse naam voor de rivier was “Tulcis”.

## Overstromingen
De Francolí treedt soms buiten zijn oevers, zoals in 1917 en in 1994.

## Natuur
Vooral bij de zijrivieren zijn er verschillende natuurpaden die leiden naar watervallen en grotten zoals de Toll d’Olla en de Cueva de la Font Major.